# Alexander Michailowitsch Dobroljubow
Alexander Michailowitsch Dobroljubow (russisch Александр Михайлович Добролюбов, wissenschaftliche Transliteration Aleksandr Michajlovič Dobroljubov; * 27. Augustjul. / 8. September 1876greg. 1876 in Warschau, Russisches Kaiserreich; † Ende 1944 oder Anfang 1945 in Udschary, Aserbaidschanische SSR) war ein russischer Schriftsteller des Symbolismus und Führer der religiösen Bewegung der Dobroljubowianer.

## Leben
Sein Vater war zaristischer Beamter im Rang eines Aktiven Staatsrats als erblicher Adliger in Warschau. 1892 ging Alexander Dobroljubow nach dem Tod des Vaters nach Sankt Petersburg. Dort besuchte er ein Gymnasium. Er begann Gedichte im Stil des westeuropäischen Symbolismus zu schreiben, wie auch sein Schulfreund Waldemar Hippius. Beide kamen in Kontakt mit den Schriftstellern Waleri Brjussow und Nikolai Minski. Alexander Dobroljubow begann an der Philosophischen Fakultät der Universität Sankt Petersburg zu studieren. Dort gründete er einen Zirkel, der sich mit den Ideen von Nietzsche und Schopenhauer beschäftigte. Nach dem Selbstmord eines Mitstudenten dieser Gruppe geriet er in eine tiefe Krise und verließ die Universität.
Er lebte das Leben eines Bohèmien und nahm auch Drogen (Haschisch). Er strebte nach einem religiösen Leben. 1898 begab er sich nach einem Vorschlag des Priesters Johannes von Kronstadt in einfacher Bauerntracht auf Pilgerreise in verschiedene Klöster in und um Moskau und auf die Solowezki-Inseln. Seit Anfang 1899 zog er durch Russland und gründete schließlich in den Gouvernements Samara und Orenburg eine religiöse Gemeinschaft. Diese war stark mystisch ausgerichtet und schätzte die spirituelle Person mehr als die körperliche Erscheinung eines Menschen. 1901 wurde Dobroljubow verhaftet, nachdem er den Wehrdienst verweigert hatte. Auf Intervention seiner Mutter wurde er wegen angeblicher Geisteskrankheit wieder entlassen.
Alexander Dobroljubow lebte in den folgenden Jahren als Leiter seiner Gemeinschaft im Wolgagebiet. Lew Tolstoi war nach Begegnungen mit ihm von der Gemeinschaft  beeindruckt, nicht jedoch von seinem schriftstellerischen Werk. 1905 veröffentlichte Dobroljubow als letzte Publikation einen Band mit religiösen Gedichten.
Nach 1915 ging er mit seinen Anhängern nach Sibirien in die Gegend um Slawgorod. Aus dieser Zeit gibt es kaum noch Zeugnisse über ihn. 1923 kehrte er in das Gebiet um Samara zurück. 1925 ging er in die mittelasiatischen Sowjetrepubliken, 1927 nach Aserbaidschan, wo er in Folge seinen Lebensunterhalt in einem Ofensetzer-Artel bestritt. In dieser Zeit unterhielt er einen Briefwechsel mit der Witwe Brjussows sowie mit Wikenti Weressajew.
Dobroljubow starb in Aserbaidschan gegen oder kurz nach Ende des Krieges; das genaue Datum ist nicht bekannt.

## Werke
- Natura naturans. Natura naturata (1895).[1]
- «Собрание стихов Добролюбово» (Sammlung von Gedichten von Dobroljubow), Sankt Petersburg 1900, hrsg. v. Waleri Brjussow.
- «Из книги невидимой» (Aus dem unsichtbaren Buch), Gedichte, 1905.